# Antislamismo
L'antislamismo è l'opposizione e critica all'islamismo, cioè all'Islam politico, un insieme di ideologie che ritengono che l'Islam debba guidare la vita sociale e politica così come la vita personale.
L'antislamismo non va confuso con l'islamofobia, che indica pregiudizio e discriminazione verso l'Islam come religione e verso i musulmani come credenti.

## La critica all'Islam politico nella storia
La critica all'organizzazione delle società islamiche prende corpo dopo la Rivoluzione francese e la codificazione della distinzione tra Chiesa e Stato in occidente. Tale dottrina (secolarismo) viene utilizzata come metro di giudizio rispetto alle società extra-europee tradizionali, incluse quelle in cui il diritto e le istituzioni politiche sono basate sulle norme religiose. Secondo Alexis de Tocqueville, "Maometto ha inserito nel Corano non solo un corpo di dottrine religiose, ma anche massime politiche, norme civili e penali e teorie scientifiche. Il vangelo, al contrario, parla solo di relazioni generali fra uomo e Dio e fra uomo e uomo, oltre alle quali non inculca e impone alcun obbligo. "
Mustafa Kemal Atatürk, fondatore della Turchia moderna, abolì la religione di Stato nel suo paese. Viene a volte a lui attribuita la seguente affermazione, relativa all'Islam:
(Mustafa Kemal Atatürk.)
L'anticlericalismo turco verrà imitato in seguito dallo scià iraniano Mohammad Reza Pahlavi negli anni Sessanta, con alterni risultati fino alla sua deposizione e all'avvento della repubblica islamica nel 1979.
L'Islam politico ha guadagnato particolare attenzione dal 1979, quando si affermò in Iran la Repubblica Islamica propugnata dall'Ayatollah Khomeini come modello politico contemporaneo di Stato e società guidata dai principi islamici, interpretati dai giurisperiti (velayat e faqih), in particolare a riguardo della mancanza di democrazia e diritti umani in tale paese (si veda la questione della Fatwā contro Salman Rushdie e della pena di morte in Iran).
Il dibattito sull'Islam politico ha ripreso vigore dopo l'attentato al WTC, fino a sfociare nell'antislamismo e nell'islamofobia. Il modello sociopolitico del fondamentalismo salafita-wahhabita è stato oggetto di critiche di molteplici commentatori occidentali, che l'hanno variamente indicato come "nuovo totalitarismo". Tra questi il politologo francese Alexandre Del Valle nel libro Il totalitarismo islamista all'assalto delle democrazie, o l'appello "Insieme contro il nuovo totalitarismo" dopo le violente manifestazioni scoppiate all'indomani della pubblicazione delle caricature di Maometto sul Jyllands-Posten. In Italia tali tesi sono state portate avanti dalla scrittrice fiorentina Oriana Fallaci, rifacendosi anche alle tesi di Bat Ye'or sull'Eurabia, oltre che dal giornalista italo-egiziano Magdi Allam. Altri famosi esponenti del movimento antislamista negli Stati Uniti includono i giornalisti e saggisti Claire Berlinski, George Weigel, Tony Blankley, Bruce Bawer, Christopher Hitchens, Daniel Pipes e Mark Steyn.

## Critiche all'Islam politico
L'antislamismo si oppone all'idea che uno Stato sia regolato sui precetti dell'Islam per due principali motivi, uno teorico ed uno empirico. In primo luogo l'antislamismo, richiamandosi anche all'anti-religiosità degli illuministi e alla laicità dello Stato, si oppone all'idea, propugnata dall'Islam politico, che lo Stato debba essere guidato dai principi religiosi. Infatti una teocrazia o anche uno Stato fondato su una qualsivoglia religione, si basa su leggi divine non soggette a critica o discussione. In secondo luogo l'antislamismo si basa sull'analisi delle conseguenze sulla società dell'applicazione della sharīʿa, che valuta decisamente negative. 

### Forma di Stato
Una critica all'islamismo deriva dal rifiuto da parte del mondo occidentale del modello "integralistico" islamico che è accusato di voler estendere i propri principi etico-religiosi anche al campo della politica, la critica nei confronti dell'islamismo ripropone il sempre vivace confronto tra ideali laici e ideali religiosi. Il fatto che, nell'ultimo secolo, il mondo islamico sia stato caratterizzato da un gran numero di guerre, di violenti rivolgimenti sociali e politici, da una diffusa intolleranza verso le minoranze culturali - etniche e religiose che siano - e dall'ostilità nei confronti dei processi emancipazionistici femminili, ha fatto bollare il mondo islamico come arretrato e "medievale". Quest'ultimo reagisce ricordando che colonialismo, stalinismo, fascismo, nazismo o franchismo, con le loro numerose decine di milioni di morti, sono stati fenomeni tipicamente occidentali. Inoltre, agli occhi dei paesi musulmani, il mondo nato dopo la seconda guerra mondiale appare sempre più preda di egoismi e di irreversibile decadenza morale. Il mondo islamico giudica spesso, per i motivi sopra riportati, l'Occidente più prepotente che potente, non in condizione di ergersi a giudice dell'altrui moralità e illiberalità, preda com'è di un crescente "relativismo etico" che è giudicato del tutto carente di valori di fondo. L'Occidente, a sua volta, qualifica questo atteggiamento come marca di tolleranza e di libertà di pensiero.

### Diritti umani e civili
Gli antislamisti accusano gli stati musulmani di non rispettare i diritti umani e quelli civili. Una forte critica è inoltre espressa verso la mancata sottoscrizione della Dichiarazione universale dei diritti dell'uomo che "stabilisce una intesa comune fra i popoli del mondo riguardo ai diritti inalienabili ed inviolabili di tutti i membri della famiglia umana e costituisce un obbligo per i membri della comunità internazionale" (Secondo comma della Proclamazione di Teheran) da parte degli Stati islamici che hanno preferito formulare una propria Dichiarazione islamica dei diritti dell'uomo che sancisce differenze di diritti e di doveri tra uomo e donna, musulmano e non musulmano secondo i dettami coranici.
Questa diversa sensibilità verso i diritti dell'uomo fa sì che dei 57 paesi membri dell'OCI, 6 sono classificati come liberi, 25 parzialmente liberi e 26 non liberi da parte del centro studi americano Freedom House. Alcuni di questi paesi musulmani non liberi sono alleati dell'Occidente come il Pakistan, altri sono ad esso ostili come la Siria.

### Libertà religiosa
Sebbene il Corano reciti
(Sūra 2, 256)
per cui vi è esplicitamente riconosciuto il diritto alla libertà di fede, in vari stati a maggioranza musulmana, i non musulmani sono soggetti a forti discriminazioni anche in ossequio a quest'altro dettame coranico:
(Sūra IX, 29)
Nonostante secondo la tradizione musulmana questo versetto fu rivelato per autorizzare la guerra contro i bizantini, dopo che questi ultimi, dopo aver occupato Tabuk, minacciavano la stessa Medina, (non autorizzava quindi la guerra indiscriminata contro tutti i non musulmani), dopo la morte di Maometto i musulmani lo utilizzarono come pretesto per avviare l'espansione islamica e conquistare vaste aree dell'impero bizantino e persiano. I popoli conquistati che non si convertivano all'islam prendevano lo status di dhimmi.
Alcuni storici moderni come Bernard Lewis, pur riconoscendo lo status d'inferiorità cui i dhimmi erano sottoposti nei territori musulmani notano che sotto molti aspetti la loro posizione era "molto più facile di quella dei non cristiani o anche dei cristiani eretici nell'Europa medievale"
In alcuni stati musulmani, come ad esempio in Arabia Saudita, esiste una polizia religiosa che agisce con ampi margini di discrezionalità. Nel 2005 la polizia religiosa saudita ha arrestato Fawza Falih perché accusata di stregoneria da un uomo che dichiarava di essere divenuto impotente a causa sua. Riconosciuta colpevole anche grazie ad una confessione estorta con la violenza, è stata condannata a morte nell'aprile 2006. I media occidentali riportano che in Arabia Saudita l'intolleranza verso le altre religioni arriva al punto di boicottare o vietare feste non islamiche come quella di san Valentino. I media Arabi al contrario, affermano che in Arabia Saudita la festa di San Valentino è molto sentita anche se controversa, e non è soggetta a particolari divieti.
Andrebbe tuttavia sottolineato il fatto che le polemiche sul jihād e l'assoggettamento etico, giuridico e sociale dei non-musulmani (Ahl al-Kitāb) all'Islam sembrano accettare anche da parte occidentale il principio astorico sostenuto da una parte (consistente) dell'Islam, che pretenderebbe che tali assunti siano eterni e immodificabili. Tutto ciò mostra un difetto metodologico di storicizzazione e ignora il fatto che una parte (ancora minoritaria) del mondo intellettuale islamico considera sempre più il Corano un testo risalente al VII secolo d.C. in cui, a fianco di alcuni principi assoluti e immodificabili (per lo più rivelati nel primo periodo meccano) se ne sono poi aggiunti altri al momento della necessaria e impellente organizzazione socio-politica della Umma. Tali principi, variamente modificati dalla ineffabile volontà di Allāh, in base al principio accettato del "versetto abrogante e versetto abrogato" (al-nāsikh wa al-mansūkh), si riferiscono, nel caso del jihād e della superiorità etica, giuridica e sociale fra i musulmani al periodo in cui la Umma affrontava militarmente le soverchianti società politeistiche della Penisola Araba, ferocemente avverse al modello islamico che si andava costituendo e che rischiava concretamente di sostituirsi del tutto ad esse.

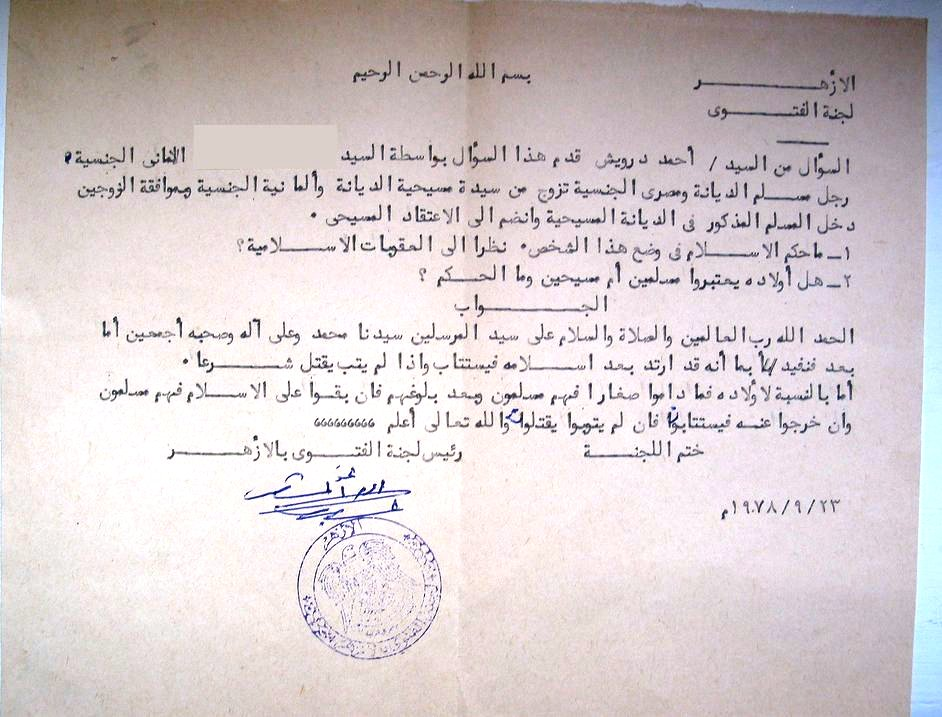
Fatwā che giudica un caso di conversione al Cristianesimo: "Quest'uomo ha commesso apostasia; gli deve essere data la possibilità di pentirsi e, se non dovesse accettare, allora deve essere ucciso così com'è comandato dalla Sharīʿa."

### Trattamento contemporaneo degli apostati
Oggi, dei 57 paesi a prevalenza musulmana che fanno parte della Organizzazione della Conferenza Islamica, cinque rendono l'apostasia dall'Islam un crimine punibile con la morte, tra cui Afghanistan, Arabia Saudita, Iran, Sudan, e Yemen. Ciò nonostante, secondo il Dipartimento di Stato statunitense, non vi sono stati rapporti di tali esecuzioni da questi governi in diversi anni. D'altra parte, in Pakistan, gli attacchi da parte di vigilantes nei confronti di sospetti convertiti sono diffusi, inoltre nello stesso Pakistan ed Iran sono in discussione leggi che prevedono la pena capitale.
Sulla questione dell'apostasia è chiarificatrice una fatwā emessa dal Consiglio Europeo per la pronuncia di Fatwa e le Ricerche (المجلس الأوروبي للإفتاء والبحوث, al-Majlis al-Ūrūbī li-l-Iftāʾ wa l-Baḥūth), secondo cui:
(Risoluzioni del Consiglio Europeo per la pronuncia di Fatwa e le Ricerche)
Questo punto di vista ha trovato conferma nel 2008 con il caso dell'egiziano Mohammad Ahmad Hegazi che, convertitosi al Cristianesimo, aveva chiesto che questa sua decisione fosse ufficialmente riconosciuta trascrivendola sulla propria carta di identità. In Egitto, infatti, questa è una delle informazioni presenti sul documento di identità. La richiesta è stata però rigettata in quanto un tribunale ha sentenziato che:
mentre Su'ad Saleh, preside della Facoltà di studi islamici e arabi dell'Università al-Azhar (uno dei principali centri d'insegnamento religioso dell'Islam sunnita) ha emesso una fatwa di condanna a morte in quanto Hegazi ha reso pubblica la sua conversione e si è fatto fotografare con il Vangelo, opinione condivisa da molti altri ʿulamāʾ secondo il quotidiano governativo al-Misri al-Yawm (L'Egiziano oggi). La pena è stata poi comunque sospesa nella primavera del 2010.
Nel 1993, il matrimonio del noto studioso e professore egiziano Naṣr Ḥāmid Abū Zayd fu ufficialmente annullato da una corte egiziana, in quanto egli era stato giudicato apostata sulla base dei suoi scritti scientifici riguardanti il rapporto fra Corano e storia e la rivisitazione critica dell'impatto sulla cultura islamica dell'antico Mutazilismo. Zayd dovette rifugiarsi in Europa con sua moglie (studiosa anch'essa di vaglia) che non aveva alcuna intenzione di separarsi da lui (fonte). Naṣr Ḥāmid Abū Zayd trovò quindi ospitalità nei Paesi Bassi, ricevendo per i suoi incontestabili meriti scientifici una cattedra d'insegnamento nella prestigiosa università di Utrecht, all'interno della quale ha potuto proseguire nelle sue ricerche e nell'approfondimento delle sue riflessioni filosofico-teologiche che gli valgono la stima degli studiosi del settore e l'invito a svolgere conferenze nei principali atenei - specializzati nelle discipline "orientalistiche" e non - del mondo intero.
Un altro professore egiziano, Farag Foda, era stato ucciso nel 1992 da uomini mascherati dopo aver criticato i fondamentalisti musulmani ed aver preannunciato un progetto per formare un nuovo movimento, aperto agli egiziani appartenenti a tutte le religioni.

### Il caso Abdul Rahman
All'inizio del 2006 l'afghano Abdul Rahman fu arrestato e trattenuto dalle autorità del suo paese dopo essere stato denunciato da alcuni suoi familiari e trovato in possesso di una bibbia. Gli inquirenti ne chiesero sulle prime la pena di morte, ma in seguito venne rilasciato e gli fu offerto il diritto di asilo in Italia a causa di numerose pressioni internazionali tra le quali una dichiarazione pubblica del Segretario di Stato statunitense, Condoleezza Rice e di un'azione diplomatica riservata condotta dall'Ambasciata italiana a Kabul e del ministro degli esteri italiano, all'epoca Gianfranco Fini. L'asilo fu concesso anche per la lunga e persistente tradizione afghana di concedere ufficiosamente alla famiglia dell'offeso (in questo caso all'ex-moglie di Abdul Rahman) il diritto di eseguire la pena capitale in prima persona. Il governo filo-occidentale di Karza'i non poté opporsi a questa norma non scritta (come pure non poté impedire l'indagine sulla perseguibilità o meno di Abdul Rahman) senza il gravissimo rischio di inimicarsi tutto l'ambiente religioso afghano che avrebbe avuto gioco facile nell'additare il governo di Kabul come un agente passivo della volontà dell'Occidente cristiano, minandone concretamente le già fragili basi di consenso.

### Pena di morte
La Sharīʿa consente la pena di morte in quattro casi:
1. omicidio di un musulmano,
2. adulterio di donne o uomini musulmani sposati (Zina, sanzionabile con la lapidazione),
3. bestemmia contro Allah (da parte di persone di qualunque fede)
4. apostasia.

Ciò che è esplicitato nel Corano (costituendo i cosiddetti "limiti di Dio", o ḥudūd Allāh, all'operato umano) riguarda tuttavia solo l'omicidio ingiusto di un musulmano e si basa sul disposto di Cor., II:178 che afferma: "O voi che credete! In materia d'omicidio v'è prescritta la legge del taglione: [uomo] libero per uomo libero, uomo schiavo per schiavo, donna per donna... - Yā ayyuhā alladhina amanū, kutiba ʿalaykum al-qiṣāṣ fī l-qatli: al-ḥurr bi-l-ḥurri wa al-ʿabd bi-l-ʿabdi wa l-untha bi-l-untha...". Per altre fattispecie penali il Corano preannuncia solo la grave illiceità di simili azioni e un duro castigo nell'Aldilà. Il disposto della pena capitale è quindi in questi casi stabilito solo in base ai diversi ḥadīth fatti propri dalla Sunna.
Altri esempi in cui il Corano prescrive esplicitamente la pena di morte nella vita terrena sono i seguenti:
- Nisāʾ (4): 89 - "Vorrebbero che foste miscredenti come lo sono loro e allora sareste tutti uguali. Non sceglietevi amici tra loro, finché non emigrano per la causa di Allah. Ma se vi volgono le spalle, allora afferrateli e uccideteli ovunque li troviate."
- Nisāʾ (4): 91 - "Altri ne troverete che vogliono essere in buoni rapporti con voi e con la loro gente. Ogni volta che hanno occasione di sedizione, vi si precipitano. Se non si mantengono neutrali, se non vi offrono la pace e non abbassano le armi, afferrateli e uccideteli ovunque li incontriate. Vi abbiamo dato su di loro evidente potere."
- al-Tawba (9): 5 - "Quando poi siano trascorsi i mesi sacri, uccidete questi associatori ovunque li incontriate, catturateli, assediateli e tendete loro agguati. Se poi si pentono, eseguono l'orazione e pagano la decima, lasciateli andare per la loro strada. Allah è perdonatore, misericordioso."
(4): 15 - "Se le vostre donne avranno commesso azioni infami, portate contro di loro quattro testimoni dei vostri. E se essi testimonieranno, confinate quelle donne in una casa finché non sopraggiunga la morte o Allah apra loro una via d'uscita."

In quanto di derivazione divina, la sanzione della pena di morte per l'omicida appare immodificabile agli occhi del credente ma se la pena irrogata in alcuni paesi musulmani sono effettivamente quelle previste dal Testo sacro dell'Islam e dalla Sunna, in numerosi altri Paesi tali disposizioni sono semplicemente disattese, in quanto i legislatori hanno deciso di non interpretare alla lettera le disposizioni religiose. Questo è uno dei motivi tra l'altro per cui la parte più conservatrice dell'opinione pubblica di determinati Stati pretende il ritorno alla Sharīʿa, ridotta sovente a semplice fonte ispiratrice dell'ordinamento giuridico vigente, e all'applicazione della pena capitale prevista dalla Sharīʿa nei casi già ricordati.
Che tutt'oggi la pena di morte sia irrogata nei casi, ad esempio, di omosessualità (e non solo), in nazioni come l'Iran, la Nigeria o l'Arabia Saudita, non ha nulla a che fare quindi con il dispositivo coranico (che in merito non si esprime) ma è il risultato di un'analogia giurisprudenziale operata da uomini e, come tale, fallibile e riconducibile al raʾy (opinione del giurisperito), non accettato da parte non indifferente delle scuole giuridiche musulmane.

### Diritto di famiglia
Un altro principio islamista fortemente criticato dai suoi oppositori è la forma patriarcale della famiglia, considerata dagli antislamisti come maschilismo. Tale forma sembra trarre fondamento dal Corano, ed in particolare da:
(Sūra IV, 34)
idee ribadite nell'articolo 19 della dichiarazione islamica dei diritti dell'uomo:
da cui consegue che le donne sono legalmente private di alcuni fondamentali diritti umani e civili: non godono della libertà di movimento, della libertà di espressione e di parola; non possono procedere negli studi, né tanto meno fare carriera o ricoprire cariche o posizioni di responsabilità in campo civile o religioso; non possono decidere il proprio destino né quello dei propri figli e sono totalmente sottomesse all'uomo, da cui possono venire ripudiate (e non viceversa); sono eventualmente costrette a convivere con altre mogli scelte dall'uomo (mentre la poliandria non è ammessa); e sono obbligate a coprire il proprio corpo e spesso anche il viso. Così accade che in Arabia Saudita i muṭawwiʿa (membri della polizia religiosa) possano arrestare una donna d'affari con doppia cittadinanza americana e saudita perché conversa in un locale pubblico con un uomo che non era suo marito
È facile obiettare che un orientamento maschilista della società non è esclusivamente il frutto voluto e imposto dell'Islam, che trovò infatti un tale tipo di mentalità già fortemente affermato in molte società che successivamente si islamizzarono. Del pari dicasi dell'imposizione di certe forme d'abbigliamento (tra cui hijab, burka, e altro ancora), considerate islamiche solo in virtù delle prese di posizione dalla parte più tradizionalista della società islamica e in pratica subite dalla parte restante.
Denunce molto forti sul maschilismo delle società musulmane (incluso le comunità che si trovano in Occidente) sono oggi portate soprattutto da Asra Nomani, scrittrice e giornalista statunitense di origine indiana, musulmana, femminista ed attivista dei Movimenti liberali nell'Islam che sull'argomento ha redatto la Carta dei diritti per le donne nella moschea e nella stanza da letto ed una lista di 99 precetti per promuovere un Islam più progressista.

#### Delitti d'onore
Diffuso nei paesi islamici e nelle comunità musulmane delle società occidentali è il delitto d'onore che vede le donne vittime di rapimenti, segregazioni in casa, schiavitù, costrette a matrimoni combinati anche all'estero o anche di assassini.
Ad esempio in paesi come l'Iran il padre è considerato "proprietario del sangue" delle figlie e può disporre della loro vita così la loro uccisione se considerato delitto d'onore (spesso perpetrato attraverso la lapidazione) è un'attenuante e porta a condanne da 3 a 9 anni quando la pena prevista per l'omicidio è l'impiccagione.
La Commissione nazionale per i diritti umani del Pakistan nei suoi rapporti denuncia il progressivo aumento di violenze contro le donne considerate poco islamiche o infedeli.
La violenza contro le donne non sono esclusiva dei paesi a maggioranza musulmana, ma sono anche presenti nelle comunità islamiche dei paesi occidentali. Ad esempio nel febbraio 2008 il quotidiano britannico The Independent ha denunciato che annualmente nel Regno Unito sono vittime di cosiddetti crimini di onore (rapite, segregate in casa, rese schiave, costrette a matrimoni combinati anche all'estero, assassinate) ben 17.000 donne tra cui 12 assassinii. Casi analoghi sono stati denunciati anche in Italia. Ha fatto scalpore all'epoca la notizia di cronaca dell'omicidio avvenuto nel 2006 a Brescia, di Hina Saleem da parte del padre e dai maschi della famiglia di origini pakistane che non sopportavano la decisione della ragazza di adottare stili di vita occidentali.

#### Matrimoni temporanei
L'Islam sciita (ma non quello sunnita) prevede l'istituto del matrimonio temporaneo per il quale il marito si impegna a versare alla moglie una dote per un matrimonio "con termine prefissato" (ilā ajal musammā). Per tale matrimonio (definito "di godimento", ossia nikāḥ al-mut'a), è necessario il consenso diretto della donna (non è ammesso il consenso dato dal tutore matrimoniale, o walī).
Ciò non toglie che solo il marito può porre fine in ogni momento a un suo matrimonio (temporaneo o permanente), la donna necessita invece, in ogni caso, del consenso del marito.
Il matrimonio temporaneo è chiamato sigheh in Iran, ʿurfī in Egitto, mutʿa in Iraq e può durare da pochi minuti (legalizzando, secondo la visione moralistica di alcuni critici, in qualche modo la prostituzione, altrimenti sanzionata con la pena di morte) a diversi anni. Va detto che il matrimonio a termine prevede però l'obbligatorietà del consenso della donna, il ricevimento da parte sua del dono nuziale, né va trascurato che l'obbligo del mantenimento e dell'educazione dell'eventuale figlio incombe sul solo padre. Il matrimonio a tempo, inoltre, crea un vincolo a tutti gli effetti valido di coniugio, con la conseguente vocazione ereditaria per il coniuge sopravvissuto.
Da segnalare che a favore della matrimonio temporaneo si è coerentemente pronunciato anche l'influente Grande Ayatollah Ali al-Sistani, vista la liceità per lo sciismo di tale pratica.

#### Matrimoni misti
Secondo il Corano, a un musulmano è permesso sposare una cristiana o un'ebrea poiché le loro sono religioni del Libro. Nonostante il Corano non lo proibisca, molti musulmani credono che a una donna musulmana le nozze con un uomo di fede diversa siano proibite. Per questo motivo in molti paesi a maggioranza islamica l'unione non può essere celebrata.

### Omosessualità
Importante argomento antislamista è il modo in cui sono trattati i rapporti omosessuali nei paesi islamici che portano ufficialmente alla pena di morte in Arabia Saudita, Iran, Mauritania, Sudan, Somalia, Somaliland e Yemen, malgrado il Corano non sanzioni in alcun modo il fenomeno. In altre nazioni musulmane come Bahrein, Qatar, Algeria e Maldive, l'omosessualità è punita con il carcere, con pene pecuniarie o pene corporali. Solo in una piccola minoranza, dov'è forte lo spirito laico (tra cui Turchia, Giordania, Mali, Albania), i rapporti omosessuali non sono specificatamente sanzionati dalla legge.

### La questione dell'età di Aisha
Una delle critiche che più vengono rivolte a Maometto sono quelle per il suo matrimonio con ʿĀʾisha. Secondo numerose attestazioni di diversi hadīth ʿĀʾisha aveva 6 anni in occasione del suo matrimonio formale e 9 anni al momento della prima consumazione e fu con lui fino alla sua morte nel 632, mentre secondo qualche altro ḥadīth ʿAʾisha aveva 7 anni quando contrasse il matrimonio e 10 quando lo consumò. Il Profeta la sposò dopo un ordine divino ricevuto dall'arcangelo Gabriele.
Secondo la maggior parte delle fonti tradizionali classiche più autorevoli (tra cui Ibn Ishaq, Ṭabarī, Waqidi, Ibn Sa'd, Ibn Kathir), all'età di sei anni sarebbe stata data in sposa a Maometto che aveva già 50 anni circa, divenendo la terza moglie e la favorita del profeta della religione islamica.
Una fonte la vuole invece sposata a 10 anni con consumazione a 15 anche se, con ogni probabilità, l'età di dieci anni deve essere riferita alla consumazione del matrimonio, non alla stipula del contratto nuziale tra Abū Bakr (tutore della figlia) e Maometto.
Vi sono comunque studiosi musulmani che sostengono che i dati riguardanti l'età di Maometto e di ʿĀʾisha siano contraddittori e che ʿĀʾisha poteva essere d'età alquanto maggiore. In particolare la studiosa Ruqaiyyah Waris Maqsood, incrociando diverse fonti autorevoli, giunge alla conclusione che ʿĀʾisha avesse un'età compresa tra i 14 e i 24 anni, e molto probabilmente 19 anni, al momento del matrimonio. Questa ipotesi è congruente col fatto che, secondo il più antico e più autorevole biografo del profeta Maometto, Ibn Ishaq, ʿĀʾisha era "nata nella Jāhiliyya", vale a dire prima del 610, e che le tradizioni sull'età di 9 anni di ʿĀʾisha provengono tutte da Hisham ibn 'Urwa, sulla cui affidabilità molto si discute tra gli stessi studiosi di ḥadīth, specialmente per quelli di provenienza irachena, senza trascurare il fatto che, secondo il noto storico Ṭabarī, ʿĀʾisha sarebbe stata fidanzata addirittura prima del 610 al figlio di un capo-clan meccano, Jābir ibn al-Mut'im ibn Uday.
L'età di ʿĀʾisha costituisce un problema particolare per alcuni non-musulmani che, applicando categorie valide nei tempi più recenti, deprecano che Maometto abbia potuto avere relazioni sessuali con una bambina.
In alcuni paesi vicino-orientali ed africani la distinzione tra bambine e donne è considerata la prima mestruazione, che per lo più avviene intorno ai 12 anni, e la fascia d'età dei 12-14 anni era considerata quella prevalente per la consumazione del matrimonio. Tuttavia la moglie del profeta era decisamente più piccola anche di questo standard e il fatto non doveva essere molto comune neanche all'epoca.
Colin Turner, professore medievista e iranista della britannica Durham University, dichiarò che la consumazione del rapporto quando ʿĀʾisha era così giovane non era una cosa straordinaria in quell'epoca ed in quella cultura. Le relazioni sessuali fra un uomo maturo e una ragazza assai giovane erano - e sarebbero tuttora - un costume diffuso fra i beduini, al pari di molte altre culture del mondo. Turner scrisse che, ad ogni modo, in numerosi testi islamici si dice che gli Arabi raggiungevano la pubertà in un'età precoce.
La studiosa finlandese Hilma Granqvist lavorò nel villaggio palestinese di Arṭās negli anni venti del XX secolo e raccolse dati antropologici particolarmente rilevanti, studiando da vicino le tradizioni matrimoniali degli Arabi palestinesi, non necessariamente solo musulmani, bensì anche cristiani. Grandqvist aveva studiato le classi di età delle donne, parlando della fascia d'età di ragazze di 12-14 anni, "in età di matrimonio," identificata con l'espressione araba miǧwiz(i) o ʿezz ǧizte, parlando inoltre di quelle ragazze che "hanno un bimbo in grembo senza essere completamente sviluppate [fisicamente]": segno evidente dell'età estremamente precoce in cui si tendeva a consumare il matrimonio.
Accuse analoghe sono anche rivolte a San Giuseppe.

## Il dibattito interno all'Islam
La proposizione di un modello di stato totalitario trae origine dalla interpretazione letterale dei singoli versi del Corano, giudicati dai musulmani come eterni ed immodificabili, e dall'organizzazione e la cultura della società islamica originaria che era, come tutte le società del VII secolo), totalitaria.
Questa lettura, definibile come fondamentalista, è criticata da alcuni intellettuali musulmani contemporanei che ne propongono, invece, una reinterpretazione complessiva contestualizzata al periodo storico in cui i testi sacri furono composti, così da cercarvi insegnamenti fedeli allo spirito piuttosto che alla lettera delle scritture. Questa nuova impostazione ha interessanti risvolti anche dal punto di vista politico per quanto attiene alla forma di stato poiché consente di superare il fondamentalismo e portare la società ad un nuovo livello di sviluppo: il postislamismo.
Ad esempio l'iraniano Mohammad Mojtahed Shabestari mette in gioco tutta la sua autorevolezza di esponente del regime della prima ora per affermare la necessità di distinguere i valori religiosi eterni dai fatti contingenti, interpretando le scritture in una dimensione più alta ed ampia in cui i valori religiosi sono separati dalle realtà secolari. In questo modo, sebbene incompatibili con la lettera del Corano, in seno all'Islam sarebbe ammissibile concepire anche democrazia e diritti umani in quanto conquiste moderne dell'umanità che riguardano solo la sfera secolare dell'uomo e non incidono in alcun modo su quella religiosa.
Direttamente di forme di stato parla, invece, Mohsen Kadivar, un religioso iraniano perseguitato dal regime degli ayatollah per le sue idee, che nel saggio La teoria dello stato nella giurisprudenza sciita dimostra, analizzando le opinioni di autorevoli giuristi islamici (sciiti), che proprio lo sciismo ammette almeno nove diverse forme di governo, facendo cadere l'idea di una sua supposta teologia politica monolitica e denunciandone, nel contempo, l'appiattimento sull'assolutista "Velayat-e faqih" enunciata da Khomeini.
La posizione di questi e di altri pensatori islamici è, però, decisamente elitaria, spesso espressione delle sole società iraniana e turca e con uno scarso seguito popolare da parte dei fedeli musulmani, oltre un miliardo di persone.

## Le reazioni in Occidente

### Libertà di espressione ed autocensura
Occasione di contesa antislamista sono le periodiche frizioni tra Islam e media (non solo occidentali) quando il tema "Islam" è trattato con articoli, libri, discorsi o programmi televisivi informativi, comici o satirici. Non di rado, infatti, queste manifestazioni del pensiero provocano proteste violente e scatenano anche vere persecuzioni contro gli autori che, se occidentali, sono costretti a vivere nascosti o sotto protezione, se provenienti da paesi islamici, a fuggire in esilio o affrontare il carcere. A volte sono anche uccisi.
A questo proposito è utile ricordare il primo comma dell'Art. 12 della dichiarazione islamica dei diritti dell'uomo:
Il comprensibile timore di ritorsioni di fanatici, gruppi terroristici o degli stessi governi islamisti, si traduce, secondo gli antislamisti, in una quotidiana e generalizzata autocensura del tema.
Questo è tanto più evidente quando si nota, anche nelle democrazie laiche e secolari, una pressoché totale assenza del tema "Islam" nella satira o tra i comici, nella pubblicità ed anche nelle inchieste giornalistiche che, quando in incognito, hanno messo in luce un aspetto violento e retrogrado dell'Islam, dagli antislamisti creduto quello "vero".
Esempio emblematico è il notissimo caso delle caricature di Maometto sul Jyllands-Posten, nato dalla lamentela dello scrittore danese Kare Bluitgen di non riuscire a trovare disegnatori disposti ad illustrare un suo libro per bambini che raccontava la vita di Maometto. Il direttore del Jillands Posten, a mo' di sfida, indisse quindi un concorso per delle vignette satiriche sul Profeta islamico che dovevano accompagnare un'inchiesta sull'autocensura e la libertà di espressione. La loro pubblicazione (30 settembre 2005) suscitò proteste violentissime e durature. In Italia, fra i pochi esempi recenti di satira o comici verso esponenti politici musulmani si ricorda il programma Le Iene di Italia Uno, con Luca Bizzarri e Paolo Kessisoglu che nel 2003 interpretavano Osama bin Laden e il suo interprete (personaggi che proposero anche in teatro), Crozza Italia su LA7 con Maurizio Crozza che nel 2006 prendeva di mira il presidente iraniano Mahmud Ahmadinejad ed il Bagaglino su Canale 5 con Oreste Lionello che imitava ancora bin Laden.
Nell'ottobre del 2008 il direttore generale della BBC rispondendo ad una domanda del comico Ben Elton (che criticava il fatto che sulla BBC fosse permessa la satira nei confronti del Cristianesimo ma bloccata quella nei confronti dell'Islam) ha giustificato tale autocensura sostenendo la necessità di usare maggiore cautela nei confronti di una minoranza suscettibile come quella musulmana. Il comico Ben Elton ha in seguito sostenuto che le reali motivazioni di queste censure siano in realtà il timore di ritorsioni.
- Sono stati uccisi da fanatici musulmani:
  - Farag Foda, Mahmoud Mohamed Taha, Theo van Gogh, i vignettisti di Charlie Hebdo assassinati, con altre vittime, il 7 gennaio 2015 (tra di essi Stéphane Charbonnier, Jean Cabut, Georges Wolinski, Bernard Verlhac, Philippe Honoré)
- Sono stati minacciati o perseguitati:
  - Scrittori e giornalisti: Magdi Allam, Isioma Daniel, Oriana Fallaci[51][52], Sayed Mir Hussein Mahdavi, Naguib Mahfouz, Taslima Nasreen, Robert Redeker, Salman Rushdie, Nawal al-Sa'dawi, Samir Sadagatoglu, Ali Reza Payam Sistany, Rafiq Tağı, Michel Houellebecq
  - Accademici: Hashem Aghajari, Nasr Hamid Abu Zayd
  - Politici: Ayaan Hirsi Ali, Samira Munir, Geert Wilders, Pim Fortuyn[53] (poi ucciso da un estremista di sinistra olandese), Daniela Santanchè[54]
  - Religiosi: Jerry Falwell, papa Benedetto XVI (dopo il cosiddetto discorso di Ratisbona)

Alcuni famosi casi legati a trasmissioni televisive sono:
- 1985: Andy Luotto interpreta in Quelli della notte (programma per Rai 2 ideato e condotto da Renzo Arbore) la caricatura di uno sceicco arabo, suscitando le proteste ufficiali di varie ambasciate mediorientali e lo stesso attore è fatto oggetto di minacce personali. Gli autori allora sostituiscono il personaggio dello sceicco con la caricatura di un ricco italo-americano di Brooklyn interpretato sempre da Luotto[55].
- 22 novembre 1986: il Trio comico Lopez-Marchesini-Solenghi in Fantastico 7 (Raiuno, condotto da Pippo Baudo) in uno sketch prende di mira l'Ayatollah Khomeini (interpretato da Solenghi mentre Marchesini e Lopez sono la madre e un cugino, rispettivamente). Per ritorsione l'Iran Air sospende i voli con l'Italia mentre il governo Iraniano richiama l'ambasciatore a Roma e chiude l'Istituto italiano di cultura di Teheran. Nei giorni successivi intorno all'ambasciata italiana a Teheran si registrano disordini e tre diplomatici sono espulsi. La partecipazione del trio al programma è sospesa per qualche tempo e solo l'intervento della diplomazia italiana (retta da Giulio Andreotti) riesce a far rientrare l'incidente dopo due mesi.[55]
- 22 febbraio 2006: gli autori del programma La fattoria (reality show trasmesso su Canale 5) chiedono ai concorrenti di cantare la canzone Caravan petrol di Renato Carosone con un verso alterato: Pascià, pascià, pascià invece di Allah, Allah, Allah. Alcuni vi intravidero un'autocensura per timore di reazioni islamiste (la location del programma era in Marocco), la produzione rispose che invece si trattava di una scelta artistica in quanto "il Pasha è il concorrente che per una settimana decide le sorti di tutti gli altri"[56].
- 15 gennaio 2007: Undercover Mosque, un documentario del programma Dispatches trasmesso nel Regno Unito da Channel 4 che mostra Imam di diverse moschee britanniche che incitano alla violenza ed al fondamentalismo. Inevitabili sono le polemiche pro e contro l'Islam.
- 31 gennaio 2007: Un velo tra noi di Corrado Formigli, documentario del programma Controcorrente di Sky TG24 che mostra Imam di diverse moschee italiane che si esprimono a favore di niqab, poligamia e dei governi di sinistra, auspicando l'introduzione della shari'a in Italia quando i musulmani saranno maggioranza. Anche in questo caso non mancano le polemiche.
- 29 marzo 2007: inchiesta su una moschea di Torino di Maria Grazia Mazzola per Annozero di Rai 2 che mostra l'Imam Mohamed Kohaila che incita ad uccidere gli atei. In questo caso le polemiche approdano anche in Parlamento e nel gennaio 2008 il ministro dell'Interno Giuliano Amato firmerà il decreto di espulsione dello stesso Mohamed Kohaila[57].

### Integrazione degli immigrati musulmani
Nelle moderne società europee sempre più multietniche è molto dibattuto il tema dell'accoglienza dei migranti che legalmente o illegalmente vi giungono in sempre maggior numero e che, a livello politico, si dovrebbero integrare attraverso pratiche politiche quali il multiculturalismo (Paesi Bassi, Gran Bretagna, Svezia), l'Interculturalismo (Italia), l'Assimilazionismo (Francia) e così via.
Queste politiche hanno in comune il riconoscimento di una sfera privata in cui gli individui (siano essi immigrati o autoctoni) sono liberi di scegliersi uno stile di vita (modo di vestire, riti religiosi e civili, cucina, musica, e altro) nell'ambito del quadro normativo stabilito dalle leggi in vigore nello Stato ospite.
Secondo gli antislamisti questi modelli di accoglienza sono falliti nel caso dei migranti musulmani perché, come mostrano alcuni sondaggi di opinione, l'Islam li fa portatori di una identità religiosa esclusiva (l'appartenenza alla umma, la comunità dei fedeli al di là della loro nazionalità di origine) per cui tenderebbero a riunirsi in comunità autonome in seno al paese ospite, rifiutando da un lato l'integrazione piena nel suo tessuto sociale, politico ed economico e richiedendo dall'altro il riconoscimento di leggi che recepiscono i propri usi e costumi nel campo del diritto, portando così a differenziarsi non solo nella sfera privata ma anche in quella pubblica. Questo starebbe facendo degenerare le società europee verso il comunitarismo, cioè la suddivisione dei cittadini su base etnico-religiosa con proprie regole di comportamento, anche quando tali comunità non condividono valori liberali. Tale atteggiamento trova un precedente nella politica adottata dall'Impero ottomano che divideva i sudditi su basi etnico-religiose in millet: ciascun millet, o "nazione", raggruppava le varie comunità di credenti non musulmane, guidate dai loro rappresentanti tradizionali, che divenivano anche funzionari ottomani.
A causa della funzione soprattutto sociale e politica piuttosto che religiosa delle moschee (esistono altri luoghi di raduno islamici totalmente addetti alla preghiera, ovvero le muṣallā) alcuni paesi musulmani esercitano su queste uno stringente controllo per evitare che diventino (come nel corso della storia di alcuni paesi è in effetti successo) centri di potere politico, tanto che gli imam sono funzionari statali ed il testo dei loro sermoni del venerdì deve essere preventivamente autorizzato. Proprio la presenza o la costruzione di nuove moschee è occasione di frequenti polemiche perché, sebbene possano svolgere un ruolo positivo nel facilitare l'integrazione dei musulmani, indagini giornalistiche, giudiziarie e l'atteggiamento dei fedeli percepito come aggressivo tende ad alimentare in varie occasioni una forte opposizione in chi vive nei loro paraggi.
Sempre secondo gli antislamisti, la tendenza a fare corpo separato starebbe trovando un'importante sponda a livello istituzionale, attraverso la definizione di regole e leggi specifiche per categorie di cittadini individuate su base etnico-religiosa, avviando un processo di tribalizzazione che altrove è stato chiamato pillarizzazione. Ad esempio, secondo alcuni "la poligamia deve essere riconosciuta se previsto nel diritto familiare del paese di origine delle persone in questione", ma non al resto della popolazione.
A tal proposito altri mettono, però, in evidenza che questa politica viola i valori guida delle democrazie liberali occidentali, che affondano le loro origini negli ideali laici di libertà, uguaglianza e fraternità della rivoluzione francese per cui non "c'è ragione perché una ragazza musulmana sia trattata differentemente da una cristiana o da un'ebrea rispetto alla legge, comunque la pensino i suoi parenti".
A volte, infine, si accusa le comunità musulmane di strumentalizzare alcuni episodi per fare pressione sulla società civile europea. Caso emblematico è costituito dalla Caricature di Maometto sul Jyllands-Posten: il significativo ritardo tra la loro pubblicazione (30 settembre 2005) e le prime reazioni diplomatiche ufficiali del mondo arabo (12 ottobre 2005) e le prime proteste di piazza (gennaio-febbraio 2006) è dovuto al tempo occorso ad alcuni imam danesi (immigrati) che, insoddisfatti dalla sostanziale neutralità del governo danese rispettoso dei valori libertari propri dell'occidente, hanno costruito un dossier che conteneva insieme alle vignette originali ed altre create ad hoc, diverso altro materiale ed anche informazioni false (ad esempio che il Jyllands-Posten fosse una rivista governativa) con cui si sono poi recati in Egitto, Siria e Libano per mostrarlo ai ministri della Lega Araba, agli sceicchi e agli imam così da mobilitare il mondo musulmano contro lo stesso paese che li aveva accolti. Vale la pena ricordare che le raffigurazioni di Maometto non sono vietate esplicitamente dal Corano, tant'è che in diverse epoche sono state prodotte da artisti islamici (vedi la galleria di immagini su Maometto in Commons Wikimedia) e che solo un'interpretazione rigidamente fondamentalista di alcuni ḥadīth le vieterebbe. Per molti, inoltre, questo divieto sarebbe valido solo per i musulmani, ciononostante è stata lanciata una petizione per chiedere anche a Wikipedia di eliminare le immagini di Maometto.
Per tutte queste ragioni c'è chi propone di condizionare la concessione della cittadinanza alla piena adesione ai valori della Costituzione (magari puntualizzandone i principi in una Carta di Valori condivisi) o ridare lustro ai simboli laici dello Stato (bandiera, inno nazionale) come valori unificanti e neutrali per immigrati e non.
Un'importante critica portata alle comunità musulmane in Europa è relativa alla mancata condivisione dei valori occidentali quali democrazia o il rispetto per l'altro (libertà di opinione, di stampa, di religione.).
Questo atteggiamento, che secondo alcuni troverebbe la sua origine direttamente nei precetti coranici, traspare dai risultati di sondaggi di opinione svolti nelle comunità islamiche, dall'analisi dei testi adottati nelle scuole islamiche, da alcune fatwā e da quanto rivelato da numerose inchieste giornalistiche condotte nelle moschee di diversi Stati europei.

### Il Corano
Si ricorda che la vita dei musulmani praticanti riflette l'insegnamento coranico che non è solo modello religioso ma è anche un modello esistenziale e politico. Il vero credente dell'Islam (parola che significa etimologicamente "sottomissione a Dio") deve, cioè, seguire pedissequamente i dettami della sua religione che, tralasciando quelli che incitano esplicitamente alla violenza, per quanto riguarda il rapporto con i non musulmani e quindi attinenti al tema dell'integrazione recitano:
(Corano 3:28)
(Corano 25:52)
(Corano 5:51)
(Corano 9:123)
(Corano 48:29)
(Corano 9:1)
(Corano 8:65)
(Corano 9:23)
(Corano 9:29)

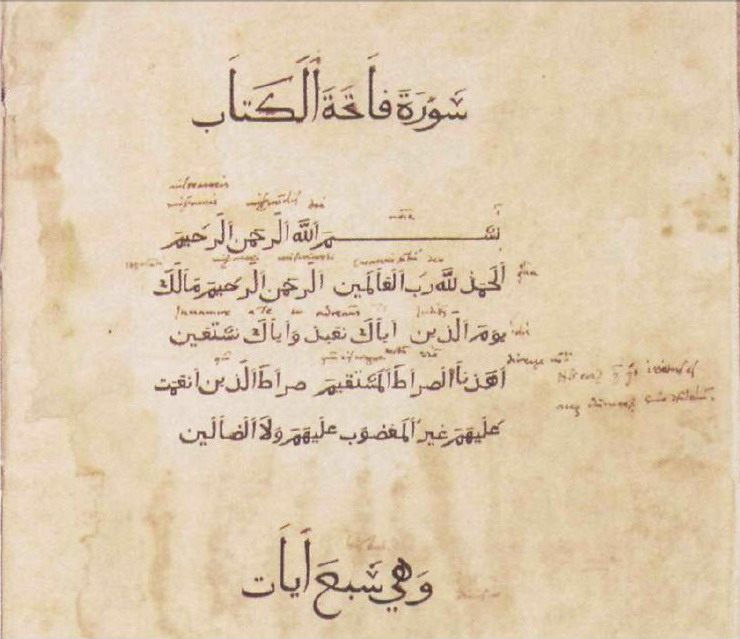
La sura Aprente nella prima edizione veneziana del 1537

Oltre a ciò esistono numerose tradizioni attribuite a Maometto, non meno impegnative dei versetti del Corano stesso, che vietano ai musulmani di associarsi a miscredenti, ebrei e cristiani nelle loro manifestazioni pubbliche, siano esse religiose che non religiose.
I versetti tralasciati del Corano includono:
- Nisā' (4): 89 - "Vorrebbero che foste miscredenti come lo sono loro e allora sareste tutti uguali. Non sceglietevi amici tra loro, finché non emigrano per la causa di Allah. Ma se vi volgono le spalle, allora afferrateli e uccideteli ovunque li troviate."
- Nisā' (4): 91 - "Altri ne troverete che vogliono essere in buoni rapporti con voi e con la loro gente. Ogni volta che hanno occasione di sedizione, vi si precipitano. Se non si mantengono neutrali, se non vi offrono la pace e non abbassano le armi, afferrateli e uccideteli ovunque li incontriate. Vi abbiamo dato su di loro evidente potere."
- al-Tawba (9): 5 - "Quando poi siano trascorsi i mesi sacri, uccidete questi associatori ovunque li incontriate, catturateli, assediateli e tendete loro agguati. Se poi si pentono, eseguono l'orazione e pagano la decima, lasciateli andare per la loro strada. Allah è perdonatore, misericordioso."

### Sondaggi
I sondaggi sono uno strumento molto amato dai mass media, in quanto sono un modo sintetico con basi scientifiche per presentare dati e tendenze ed offrire spunti di discussione. L'universo musulmano in Occidente è quindi spesso oggetto di indagini giornalistiche.
Tenendo presente che la validità scientifica dei sondaggi di opinione dipende molto dal campione prescelto, dall'intervallo di tolleranza e dal modo di porre le domande che ha una qualche influenza sulle risposte, è comunque interessante riportare qualche recente indagine.
I sociologi specializzati negli studi subalterni, tra cui Edward Said, puntualizzano quanto i sondaggi non solo diano una qualche idea sulle dinamiche d'opinione all'interno dell'universo musulmano in Occidente, ma anche offrano indicazioni su quali siano le fobie e i motivi di sospetto da parte degli occidentali nei confronti dei musulmani.
Secondo un sondaggio del 2017 svolto in Italia, i musulmani maggiori di 54 anni sono conservatori e non vogliono integrarsi. La metà dei giovani musulmani invece si sente integrata, un quarto vorrebbe integrarsi ma non ci riesce ed un quarto non vuole integrarsi.  Musulmani in Italia: il sondaggio di Ipr Marketing, su Analisi Difesa. URL consultato il 23 ottobre 2017.

### Il curriculum scolastico islamico
Uno strumento per inquadrare e valutare la propensione all'integrazione degli immigrati musulmani è offerto da studi ed inchieste sui sistemi scolastici di provenienza e sugli istituti di istruzione islamici di diversi paesi occidentali. In particolare, ne sono stati analizzati i libri di testo concludendo che gli studenti sono generalmente cresciuti nel culto della supremazia islamica ed educati all'odio verso gli infedeli (in particolar modo cristiani ed ebrei) additati come nemici, disumanizzati definendoli maiali e scimmie per poi incitare al Jihād armato contro di loro.
Sull'argomento è da segnalare anche lo studio della Banca Mondiale che giudica come arretrato il sistema educativo di quei paesi.

#### Arabia Saudita
Il sistema scolastico dell'Arabia Saudita è tra i più pubblicizzati nei paesi islamici. Il motivo di tanto interesse è addebitabile a diverse ragioni:
1. il paese è la patria del wahhabismo che si fonda sul concetto di tawḥīd (monoteismo) in lotta con lo shirk (politeismo, incluso il Cristianesimo a causa del dogma della trinità). Per quanto attiene specificatamente al problema dell'integrazione, è da sottolineare che il wahhabismo chiede ai credenti di combattere coloro che non agiscono conformemente alle regole del tawhid.
2. governo e privati sauditi investono annualmente somme ingenti per finanziare istituzione e mantenimento non solo di luoghi di culto ma anche di oltre 2000 scuole in tutto il mondo occidentale dove poi si insegna il wahhabismo[69] adottando libri di testo sauditi
3. numerosi terroristi islamisti (da Osama bin Laden a 15 dei 19 partecipanti agli attentati dell'11 settembre 2001) sono di origine saudita e quindi educati in quel paese

Tutti gli studi finora condotti concordano su diversi punti:
- Nelle scuole di ogni ordine e grado si insegna la supremazia dell'Islam in quanto unica vera religione (tutte le altre sarebbero false), da cui deriverebbe anche la superiorità dei musulmani sugli infedeli ed i diversi risarcimenti previsti in caso di assassinio premeditato: nulla è dovuto se l'assassino è un musulmano e la vittima un infedele; se l'assassino è un infedele e la vittima un musulmano, allora deve risarcirne la famiglia con 100 cammelli, 50 se la vittima è una musulmana o un infedele e 25 se è una infedele.
- Si disumanizzano cristiani ed ebrei definendoli maiali e scimmie (rispettivamente) oltre che infedeli e nemici dei musulmani ed è perciò fatto divieto assoluto fraternizzare con loro. Si nega, inoltre, la possibilità di instaurare rapporti pacifici con gli infedeli e contro di loro si esalta (anche negli esempi dei testi di grammatica) il Jihād ed il martirio: il termine Fidà (parola araba che può essere resa in italiano con chi è pronto a sacrificare la propria vita) è sempre impiegato in termini positivi. Si condannano terrore e violenza, ma non quando si tratta di jihad e martirio, cioè atti contro gli infedeli.
- L'Occidente (descritto sempre come decadente) e lo Stato di Israele sarebbero all'origine di tutti i mali passati e presenti dei musulmani. Si mettono, inoltre, in guardia gli studenti dal secolarismo e dalle mode occidentali, dagli studi condotti in occidente sull'Islam ed anche dagli aiuti umanitari. Per quanto attiene al sistema democratico occidentale, si chiede di rifiutarlo in toto e preferirgli invece il sistema statale saudita in quanto aderente all'Islam, invitando nel contempo a rimanervi fedele sempre ed ovunque.
- Lo Stato di Israele non è riconosciuto come sovrano e le cartine o lo ignorano o sono palesemente sbagliate. Il problema palestinese è, inoltre, presentato come la principale preoccupazione del mondo islamico tanto da rendere necessario l'impegno di tutti i musulmani per la sconfitta di Israele e l'eradicazione del sionismo.

Contro gli ebrei, infine, sono avvalorate tutte le teorie complottistiche: massoneria e associazioni a cooptazione (considerate dai complottisti come legate alle logge), quali lions club e rotary club sarebbero strumenti del sionismo e dell'imperialismo americano guidato dalla lobby ebraica, mentre i Protocolli dei Savi di Sion sono studiati come veri e si asserisce la responsabilità degli ebrei negli attentati dell'11 settembre 2001.
Questi insegnamenti sono stati denunciati da tempo dalla comunità internazionale tanto che il governo saudita si è visto costretto ad intraprendere un processo di revisione del proprio sistema scolastico che però ancora non soddisfa gli osservatori, soprattutto considerando le ingenti risorse economiche che potrebbe mettere in campo per dare effettivo seguito a tale intendimento.
Sempre per quanto riguarda l'Arabia Saudita, di interesse è considerare anche i contenuti delle khuṭba, gli importanti sermoni del venerdì, tenuti nelle principali moschee del paese e resi disponibili sul sito alminbar: frequenti sono le accuse rivolte a cristiani ed ebrei di essere nemici di Allah e le esortazioni ad educare all'odio contro di loro i bambini, spronandoli anche alla Jihād. Incitamenti alla Jihād sono proclamati anche sulle televisioni di stato.

#### Autorità Nazionale Palestinese
L'Autorità Nazionale Palestinese ha cominciato a compilare propri libri di testo a partire dal 1994. In precedenza erano adottati quelli egiziani per i bambini di Gaza e giordani per la Cisgiordania.
Accusati di insegnare l'antisemitismo e di incitare i bambini alla violenza ed al terrorismo, sono stati oggetto di diverse analisi e ricerche da parte di:
- l'Israel/Palestine Center for Research and Information (IPCRI) su richiesta del consolato generale statunitense di Gerusalemme
- il Georg Eckert Institute
- il Center for Monitoring the Impact of Peace
- l'Harry S. Truman Research Institute for the Advancement of Peace della Università Ebraica di Gerusalemme
- un sottocommissione del Senato degli Stati Uniti ed una commissione politica del Parlamento europeo hanno svolto delle audizioni sui libri di testo palestinesi
- l'Integrated Regional Information Networks delle Nazioni Unite

Gli studi condotti sui libri di testo palestinesi riferiscono che:
- nelle scuole di ogni ordine e grado si insegna la supremazia dell'Islam in quanto unica vera religione (tutte le altre sono dichiarate false), da cui consegue anche la superiorità dei musulmani sugli infedeli
- l'Occidente è descritto come un rischio per l'islam e si afferma che il Rinascimento è figlio della civiltà medioevale islamica
- gli ebrei sono raramente menzionati nei libri di storia e sempre associati al sionismo, accreditando anche falsi storici come i Protocolli dei savi di Sion. Si ignorano, inoltre, i luoghi santi dell'ebraismo ed i legami storici tra palestinesi ed ebrei, presentando i popoli della regione come di ceppo arabo. Gerusalemme è dichiarata integralmente capitale della Palestina, tacendone anche l'importanza che ha per ebrei e cristiani fin da epoche storiche.

la presenza ebraica in Palestina è avvalorata solo fino ai romani ed il successivo ritorno è definito un'infiltrazione.
- Israele non è riconosciuto come stato sovrano e spesso non è neppure citato sulle mappe che, quando utilizzate, sono palesemente errate. Lo si accusa inoltre di cagionare deliberatamente tutti i mali dei palestinesi.

i conflitti arabo-israeliani sono presentati in modo distorto, non si menzionano i trattati di pace e la pace stessa con Israele non è mai promossa incitando, invece, gli allievi alla vittoria finale. Si descrive, infine, positivamente il jihad e il martirio, sia in passato sia al giorno d'oggi. In generale non si invoca mai un futuro di pace con Israele.
Al riguardo occorre ricordare anche le polemiche suscitate dal programma televisivo per ragazzi Pionieri di domani, più volte denunciato per incitare al jihad.

#### Egitto
Gli studi condotti sui libri di testo egiziani riferiscono che:
- La civiltà occidentale non è raccontata in modo obiettivo ed i conflitti del passato che l'hanno contrapposta al mondo musulmano (essenzialmente crociate ed imperialismo) sono descritti in modo ostile. In particolare, all'Imperialismo sono addebitati tutti i mali del mondo arabo attuale: dalla povertà causata dallo sfruttamento coloniale alla frammentazione politica del mondo islamico alla creazione dello Stato di Israele.
- Cristiani ed ebrei sono rispettati perché monoteisti ma disprezzati in quanto infedeli, i loro credi descritti in modo parziale e sempre in termini negativi perché l'Islam sarebbe l'unica vera religione. Torah e Vangelo sono riconosciuti come libri sacri, ma si afferma anche che sono stati falsificati da ebrei e cristiani.
- Quando si tratta il tema del jihād, questa è descritta quasi esclusivamente come lotta militare ed intesa dal punto di vista religioso come lotta contro i nemici di Dio (gli infedeli), dal punto di vista politico come lotta contro i nemici dell'Islam per rafforzare gli Stati musulmani. In entrambi i casi è sollecitata, stigmatizzando coloro che si sottraggono a questo dovere. Jihād sono definiti i conflitti mediorientali e si afferma che con il jihad si libererà Gerusalemme.
- Al pari del jihad, anche il martirio è descritto in termini positivi, sottolineando la grande importanza che avrebbero agli occhi di Allah. In particolare sono fatti studiare figure storiche e moderne di jihadisti e martiri.
- Il terrorismo è criticato, ma solo in Egitto mentre è ammesso altrove (ad esempio in Israele) in quanto considerato jihad, si invita a sostenere i palestinesi nella loro lotta e si esaltano gli attacchi terroristici contro civili di Israele.
- Si chiede di trattare la pace solo quando si è costretti perché più deboli del nemico, ma si insegna ricusarla non appena i rapporti di forza dovessero cambiare.

Per quanto riguarda specificatamente il problema palestinese, questo è raccontato in un modo che dagli antislamisti e considerato distorto. Ad esempio:
- Il sionismo è sempre descritto in modo negativo: un movimento espansionista con inclinazioni terroristiche che mirerebbe a controllare tutto il Vicino Oriente sito fra Nilo ed Eufrate.
- Gli antichi ebrei sono descritti come nomadi stranieri in cerca di territori da conquistare, che furono sconfitti prima dagli Egizi, poi dai Babilonesi, quindi dai Persiani e infine dai Romani per essere infine piegati dagli arabi musulmani che liberarono la Palestina della loro presenza.
- si omette di dire che l'attuale conflitto arabo-israeliano iniziò nel 1948 con un attacco arabo contro gli ebrei all'indomani della autoproclamazione d'indipendenza dello Stato israeliano.
- si dice da parte islamica che la guerra dello Yom Kippur fu una vittoria araba che si concluse con la liberazione del Sinai, malgrado sia difficilmente obiettabile che l'esercito egiziano abbia superato la linea Bar-Lev, abbia ripreso possesso di gran parte del Sinai e che abbia ripreso il controllo di entrambe le sponde del Canale di Suez.

Tutto questo nonostante i regimi laici militari da sempre imperanti in Egitto (Nasser, Sadat, Mubarak, al-Sisi), con la breve parentesi islamista di Mohamed Morsi.

#### Italia
In Italia alcune indagini giornalistiche hanno analizzato i libri di testo adottati in alcune scuole islamiche del paese rivelando l'adozione di libri di testo provenienti da stati musulmani (Arabia Saudita) e la riproposizione di insegnamenti intolleranti riscontrati in quei paesi.

#### Nord America
Un'inchiesta del The New York Daily News nel 2003 ha rivelato che tipicamente i libri di elementari e medie delle scuole private musulmane dell'area di New York non solo proclamano la supremazia dell'Islam ma insegnano anche che i cristiani "adorano statue", che gli ebrei sono obbligati dalla loro religione "a maledire i luoghi di culto altrui quando vi passano davanti" e che "molti" (cristiani ed ebrei) "conducono vite decadenti ed immorali tanto che bugie, alcool, nudo, pornografia, razzismo, turpiloquio, sesso prematrimoniale, omosessualità e molto sono tollerati dalla loro società, nelle chiese cristiane e nelle sinagoghe ebraiche", peccati intollerabili nell'Islam.
Riporta inoltre le affermazioni di un editore di questi libri di testo che afferma di ricevere finanziamenti direttamente dall'Arabia Saudita e quella di due autori: uno riconosce che i testi dovrebbero essere cambiati un altro che invece li difende così come sono.
Racconta, infine, della lezione di un docente (un ebreo convertito all'Islam) che fa risalire l'inimicizia dei musulmani verso gli ebrei ed il dovere (dei musulmani) a combatterli all'affermazione di Maometto secondo il quale gli ebrei avrebbero alterato a loro vantaggio la Torah.
Daniel Pipes riferisce di una scuola islamica in Canada che "pretende la totale segregazione dall'ambiente canadese ed esige un'assoluta separazione dei sessi".

#### Le moschee
Le moschee svolgono nell'Islam un ruolo molto ampio: i musulmani non solo vi si riuniscono per pregare ma anche per esaminare questioni sociali e politiche e decidere sulla vita della comunità. L'evento più importante è costituito dal sermone del venerdì (khuṭba) in cui l'Imam fornisce le indicazioni più importante ed impegnative ai suoi fedeli. Per questa ragione numerosi paesi musulmani esercitano uno stretto controllo sulle attività che vi si svolgono tanto che gli Imam sono spesso dei funzionari pubblici ed i loro sermoni devono essere preventivamente approvati dalle autorità preposte.
L'Islam affianca le moschee con le muṣallā, spesso dei semplici locali a pian terreno, dove una cinquantina di fedeli possono riunirsi in tranquillità per la preghiera del mezzogiorno.
Oltre che questo ruolo pratico, le moschee, così come le chiese, nella storia hanno svolto anche la funzione simbolica e politica di palesare l'appartenenza del territorio circostante all'Islam, soprattutto quando hanno un minareto utilizzato dal muezzin per invitare i fedeli alla preghiera che, come i campanili, svetta sugli edifici circostanti ed i progetti di nuove costruzioni sono sempre accompagnati da forti polemiche, in Italia (ad es. a Bologna) come all'estero (ad es. a Colonia, a Londra, a Marsiglia, a Siviglia o in Svizzera).

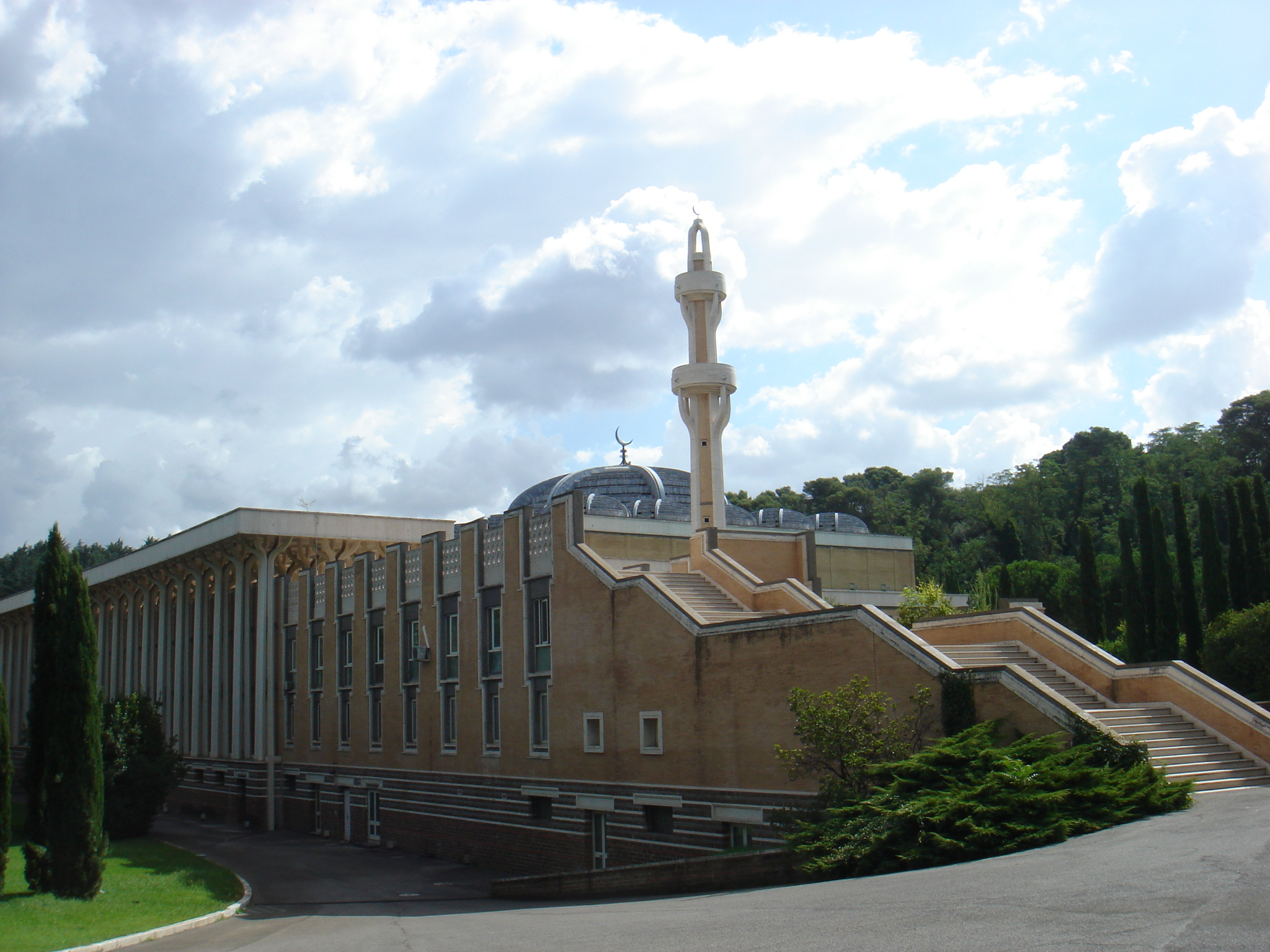
La Moschea di Roma costruita anche grazie a 50 milioni di dollari statunitensi del re Faysal dell'Arabia Saudita e riceve ancora 1,5 milioni di dollari l'anno per il mantenimento.

In occidente la costruzione di gran parte delle moschee e centri islamici è da tempo finanziato da paesi musulmani, soprattutto dalla ricca Arabia Saudita, paese sunnita dov'è maggioritario il rigido wahhabismo. Tra queste anche la Moschea di Roma per 50 milioni di dollari statunitensi a cui si aggiunge una donazione annuale per 1,5 milioni di dollari. In qualità di finanziatori, i sauditi impongono poi imam di loro gradimento e sono quindi in grado di influenzare gli orientamenti delle comunità che vi fanno riferimento. Una raccolta di sermoni pronunciati nelle più importanti moschee saudite sono messe a disposizione dal sito alminbar e molto criticati per le frequenti accuse rivolte a cristiani ed ebrei di essere nemici di Allah e le esortazioni ad educare all'odio contro di loro i bambini, spronandoli anche al jihad.
Proprio per questo alcuni hanno declinato le offerte e c'è chi ha denunciato che sono proprio "le organizzazioni più estremiste, finanziate dai regimi dittatoriali arabi, quelle che si possono permettere di pagare persone che, a tempo pieno, si occupano degli immigrati. In occidente, nel 90% dei casi, le moschee dipendono dalle organizzazioni ideologicamente contigue al terrorismo, che hanno fondi illimitati".
Anche a seguito del clamore suscitato da alcune inchieste giornalistiche ed accertamenti investigativi, diverse sono le proposte relative alla gestione dei luoghi di culto per i musulmani, ma tutte vanno nella direzione di un maggior controllo sulla scia di quanto già avviene nei paesi islamici:
- rendere obbligatorio l'uso della lingua del paese ospite per poter verificare "se si prega Allah o si semina odio"[89] senza dover conoscere l'arabo;
- prevedere corsi di formazione per Imam gestiti dallo Stato, così da effettuare una scrematura a monte dei candidati[90];
- sottoporre le moschee al controllo di comitati di garanzia che ne sorveglino le attività[91]
- evitare la costruzione di moschee, autorizzando solo l'edificazione di muṣallā[59], così da rispettare la libertà di culto scongiurando nel contempo una delle cause del comunitarismo.

### Inchieste giornalistiche
L'istigazione a non aderire ai valori fondanti delle democrazie occidentali è stata ripetutamente evidenziate da indagini giornaliste in incognito svolte nelle moschee europee.
L'inchiesta Undercover Mosque trasmessa il 15 gennaio 2007 sul canale Channel 4 britannico ha registrato Imam che affermavano:
L'inchiesta di Annozero su una moschea di Torino trasmessa il 29 marzo 2007 ha registrato l'Imam di Torino-Porta Palazzo Mohamed Kohail che affermava
e poi espulso nel gennaio 2008 dopo circa un anno di indagini della DIGOS.
Un video sul IX Congresso del Centro culturale islamico di viale Jenner a Milano, sequestrato dall'antiterrorismo nel 2002 nell'abitazione di Murad Trabelsi, membro di un'organizzazione terroristica che reclutava kamikaze per l'Iraq e trasmesso durante Studio Aperto Live (Italia 1) dell'11 febbraio 2006 documenta Muhammad al-Fizazi (noto anche come «l'imam itinerante») affermare durante il IX Congresso del Centro culturale islamico di viale Jenner a Milano tenutosi a Modena l'11 settembre 2000 (esattamente un anno prima dell'attacco alle Torri Gemelle di New York):

### Via legale all'Islam
Secondo gli antislamisti, la legislazione e la giurisprudenza di diversi paesi europei sta mostrando la tendenza a legittimare atteggiamenti e comportamenti inaccettabili, considerando un'attenuante la loro matrice religiosa, col risultato di relativizzare i diritti individuali, mostrando un'eccessiva tolleranza, giustificata come rispetto per le tradizioni islamiche, ed assecondando un'evoluzione in senso "comunitarista" delle società europee.

#### Germania
Nel 1999 tre curdi, che avevano soffocato una ragazza di 18 anni e barbaramente ucciso il suo ragazzo di 23 anni per punirli perché vivevano insieme contro il volere dei genitori, sono stati condannati solo per omicidio colposo, in considerazione dei "valori del proprio paese di origine fortemente intimizzati".
Nel 2002 un libanese che aveva stuprato, picchiato e quasi strangolato sua moglie, nonché un pastore di origine turca che aveva ucciso la moglie con 48 coltellate, si sono visti riconoscere forti sconti di pena, sempre per la loro specifica appartenenza etnico-religiosa.
Nel 2005 un curdo, che per gelosia aveva ferito gravemente la moglie, ha avuto forti sconti di pena per i suoi "livelli di inibizione inferiori nei confronti delle donne". Tutte queste sentenze sono state comunque annullate nei gradi superiori di giudizio.
Nel 2007 una donna si è vista respingere la richiesta di divorzio per direttissima dal marito violento perché entrambi i coniugi erano musulmani di origine marocchina e quindi, in ottemperanza alla versetto 4:34 del Corano (in cui si invita a battere le mogli di cui si teme l'insubordinazione), secondo il giudice "non è strano che un uomo eserciti il diritto di punizione corporale nei confronti della moglie".

#### Regno Unito
Michael Nazir-Ali, vescovo anglicano di Rochester, ha inoltre denunciato l'esistenza di aree ove i non musulmani sono sgraditi e anche a rischio mentre Rowan Williams, arcivescovo di Canterbury e primate anglicano, ritiene ormai inevitabile il recepimento di alcuni aspetti della sharia nella legislazione britannica.
Sebbene la bigamia sia un reato, il ministero del Lavoro e Pensioni ha concesso ai poligami assegni familiari per ogni moglie «aggiuntiva» a semplice domanda del marito e purché i matrimoni siano stati celebrati in Paesi nei quali il rito è legale.

#### Italia

##### Velo islamico
Alcuni episodi hanno accreditato nell'ordinamento giuridico italiano pratiche relative all'uso del velo islamico che sono controverse tra gli stessi musulmani:
- nel corso degli anni la legislazione italiana ha sviluppato una normativa specifica relativa all'abbigliamento in funzione delle esigenze di ordine pubblico, con particolare riferimento all'identificazione delle persone. Durante gli anni di piombo in particolare si è vietato il mascheramento[102]
- nel dicembre 2004 una circolare del Dipartimento della Polizia di Stato ha definito il burqa indossato da alcune donne musulmane un "segno esteriore di una tipica fede religiosa" e una "pratica devozionale", escludendolo da quanto previsto dall'articolo 5 della legge 152/1975 che vieta in luogo pubblico di nascondere il proprio volto impedendone il riconoscimento da parte delle forze dell'ordine. La circolare ammonisce, inoltre, che "identificare reiteratamente ogni persona che circoli con il burqa, prima che l'autorità giudiziaria si sia pronunciata sulla sussistenza o meno di un giustificato motivo che escluda il reato, o senza un rilevante interesse pubblico, potrebbe costituire un eccesso non consentito e verrebbe percepito come una inutile vessazione"[103].
- il 30 luglio 2005 è approvato il Pacchetto Pisanu per migliorare l'azione di contrasto al terrorismo internazionale che includeva "pene severe per chi circola in pubblico con il volto coperto, che si tratti di casco o di burka"[104], il successivo 15 agosto il tribunale di Treviso ha emesso una sentenza secondo cui se il burqa è indossato per motivi religiosi non è vietato e quindi non è reato[105], posizione peraltro confermata dallo stesso governo nel dicembre dello stesso anno[106]
- nell'aprile 2006 la terza sezione penale della Corte di Cassazione di Roma con la sentenza 11919 ha deliberato la legittimità del hijab in quanto "la religione musulmana impone alle credenti" di indossarlo[107].
- nel 2007 il Ministro degli Interni Giuliano Amato ha anche affermato che vietare il velo "a priori significa imporre la propria ideologia imperialista"[108].

A questo proposito si ricorda che, diversamente da quanto affermato nella sentenza della Corte di Cassazione e da quanto presuppone la circolare della Polizia di Stato, il Corano chiede il velo ma non ne stabilisce in modo chiaro il tipo. Il riferimento sarebbe, infatti, la Sūra XXXIII:59 (che chiede alle credenti di indossare il velo per poterle distinguere dalle altre così da non essere molestate dai musulmani) e XXIV:31, variamente interpretata (e tradotta): per alcuni il passaggio essenziale dovrebbe essere reso come "coprire i seni con il velo" per altri come "lasciar scendere il loro velo fin sul petto" ma comunque non si fa cenno alcuno alla necessità di coprire testa e volto o quant'altro se non indirettamente attraverso l'invito a mortificarsi e svelare i propri gioielli solo ai familiari. Assodato che il velo è un simbolo distintivo che le musulmane devono indossare cosicché i musulmani non le molestino (contrariamente a quanto possono fare con le altre donne), relativamente a cosa indossare c'è chi (Gamal al-Banna, Hasan al-Turabi, Samira Munir ed altri musulmani cosiddetti moderati o riformisti) affermano che alle musulmane non è richiesto di coprirsi la testa ma è sufficiente nascondere il petto, altri invece (wahhabiti, Ruhollah Khomeyni, taliban, Fratelli musulmani e fondamentalisti in genere) impongono loro, a seconda dell'ideologia, di coprire testa e collo (hijab, il velo più comune, consistente in un foulard di varie tinte, spesso indossato anche in paesi musulmani moderati nonché da molte immigrate provenienti dal Nordafrica, anche di seconda generazione), tutto il corpo (chador, di colore nero, ma anche di altri colori) o anche il viso (burqa, integrale e di colore azzurro, niqab, unito all'abaya, neri e che lasciano scoperti gli occhi e/o parte del viso).
D'altra parte in diversi paesi arabi indossare il velo è di ostacolo nella ricerca di un lavoro e si sta anche vietando il suo uso per arginare l'assenteismo negli uffici pubblici di molte dipendenti che approfittano dell'anonimato per lasciare il posto di lavoro.
Al riguardo è da segnalare l'esperimento di una giornalista italiana che nel 2006 ha passato una giornata intera indossando un burqa senza che alcuno la identificasse ("Fino a lasciar passare una donna velata dalla testa ai piedi dove a un uomo con il passamontagna non sarebbe permesso mai"), neppure in un aeroporto.

##### Matrimonio e poligamia
Nel novembre 2006 ha iniziato il suo iter legislativo presso la Camera dei deputati una proposta legislativa per definire le "norme sulla libertà religiosa e abrogazione della legislazione sui culti ammessi". Tra l'altro è stata proposta una modifica dell'articolo 11 che consentirebbe al ministro di culto di non pronunciare durante il rito gli articoli del codice civile sulla parità dei doveri fra mogli e marito (143, 144 e 147 del codice civile) "qualora la confessione abbia optato per la lettura al momento della pubblicazione", a tutto vantaggio del rito musulmano i cui principi religiosi privilegiano l'uomo e sono contrari alla parità dei diritti e dei doveri fra marito e moglie.
Si ricorda, inoltre, che una indagine giornalistica ha rivelato che la poligamia, sebbene illegale, è già avallata da Imam in Italia e secondo la Caritas Italiana estesamente praticata. Sempre a proposito di matrimonio, vale la pena ricordare che proprio la poligamia comincia ad essere vietato nel diritto di famiglia di diversi paesi islamici.
Alcuni casi di cronaca hanno portato alla luce la realtà dei matrimoni combinati e l'intolleranza all'interno delle famiglie per chi non si sottomette alle usanze, come il citato caso della pakistana Hina Saleem, uccisa dal padre e da alcuni parenti perché voleva sposare un italiano e vivere all'occidentale, che rappresenta il fatto che più ha avuto risonanza mediatica.

##### Macellazione islamica
Nel dicembre 2007 Reggio Emilia ha concesso ai fedeli musulmani della città di macellare in casa gli animali per la festa del sacrificio, sebbene nella stessa ordinanza si riconosca che questa pratica sia in contrasto con le leggi sanitarie nazionali:

##### Condanne di Guolo ed Allievi per diffamazione contro Adel Smith
Un altro episodio che ha suscitato non poche polemiche è stata la condanna di due noti studiosi italiani dell'Islam che si sono sempre distinti nel campo della ricerca accademica. I fatti partono dalla querela di Adel Smith, controverso personaggio del mondo islamico italiano, nei confronti dei sociologi Stefano Allievi, dell'Università degli Studi di Padova, per il suo saggio Islam italiano. Viaggio nella seconda religione del paese (Einaudi, 2003) e Renzo Guolo, dell'Università di Torino, per il suo saggio Xenofobi e xenofili: gli italiani e l'islam (Laterza, 2003):
- Stefano Allievi è stato condannato, in primo grado, a sei mesi di reclusione e 3000 € di multa per "diffamazione aggravata a mezzo stampa" per aver bollato Adel Smith come polemista e provocatore[121],
- Renzo Guolo è accusato di aver vilipeso la religione islamica per aver offeso la reputazione di Adel Smith dichiarando che questi non ha alcun seguito e che si legittima solo grazie alle sue apparizioni video[122].

Questi episodi, secondo gli antislamisti, sono indizi molto significativi sull'orientamento della giurisprudenza a favorire una deriva comunitarista della società, facendosi strumento di pressione contro il mondo accademico affinché temi come l'Islam non siano liberamente analizzati ed affrontati, creando un precedente pericoloso tale da scoraggiare altri studiosi dal manifestare pubblicamente la loro opinione.
Va peraltro detto che, in contrasto palese con quanto afferma Magdi Allam circa la contiguità "morale" del mondo dell'Orientalismo accademico italiano, gran parte dei docenti universitari italiani ha solidarizzato, anche per iscritto, con Allievi e Guolo.

#### Paesi Bassi
Nei Paesi Bassi all'assassinio di Theo van Gogh l'artista Chris Ripke ha reagito dipingendo un murale sul muro esterno del suo studio: un angelo, la data di morte del suo assassinio e la scritta "Gij zult niet doden" (non uccidere, uno dei dieci comandamenti). I musulmani di una moschea vicina hanno denunciato il fatto al sindaco come offensivo e questi ha subito inviato la polizia a cancellarlo. Il reporter Wim Nottroth che ne ha documentato la distruzione e tentato di ostacolare l'esecuzione dell'ordinanza è stato poi arrestato
Sempre nei Paesi Bassi, la bandiera nazionale è stata vietata in molte scuole perché considerata discriminatoria dagli immigranti musulmani. Stessa sorte è toccata a gagliardetti ed adesivi sulle automobili dato che chi li esponeva era affrontato dai musulmani ed accusato di fascismo.
Sooreh Hera, artista iraniana dal 2000 rifugiata nei Paesi Bassi, per "ragioni di opportunità" si è vista ritirare un video ed un'immagine della sua esposizione Allah o gay-bar de L'Aia perché ritraevano Maometto e il genero Ali come una coppia omosessuale. Stessa sorte è toccata al filmato su YouTube, ritirato dal gestore che ne giudicava il "contenuto inappropriato". L'8 dicembre 2007 il quotidiano francese Le Figaro ha raccolto la seguente dichiarazione di Hera sulla vicenda: "Credevo che avrei trovato la libertà di espressione nei Paesi Bassi. Ma questo non è un paese libero. Questa è una nuova dittatura islamista".

#### Svezia
In Svezia un'organizzazione islamica ha chiesto leggi separate per i musulmani, l'impegno del governo a costruire una moschea in ogni città, paese, sobborgo e la presenza degli imam nelle scuole pubbliche.

## Taqiyya e Kitmān
Nella tradizione islamica, la taqiyya indica la possibilità di rinnegare esteriormente la fede, di dissimulare l'adesione ad un gruppo religioso e praticarne i riti di nascosto per sfuggire ad una persecuzione. Prossimo al concetto di taqiyya è quello di kitmān che consiste nel dire solo una parte della verità riconoscendosi la riserva mentale di omettere il resto celando magari le proprie reali intenzioni.
Secondo alcuni, taqiyya e kitmān sono oggi ampiamente utilizzati dagli islamisti come strumento di lotta politica per diffondere ed affermare le loro idee nei paesi occidentali. Partendo dal comandamento coranico che impone ai musulmani di perseguire sempre e comunque l'allargamento dell'Islam, gli islamisti si riterrebbero, infatti, autorizzati/obbligati ad utilizzare a fini propagandistici taqiyya e kitmān per vincere l'ostilità dell'Occidente verso la loro fede, se questa fosse rivelata fino in fondo. Questo concederebbe loro un notevole vantaggio competitivo negli scontri dialettici, sia approfittando della scarsa conoscenza degli interlocutori dei principi dell'Islam (a partire dagli stessi concetti di taqiyya e kitmān) sia sfruttando la presunzione di onestà intellettuale loro accordata.
Un esempio di taqiyya è offerto da Caroline Fourest sul suo saggio dedicato a Ṭāriq Ramaḍān dove riferisce che questi in un suo manuale ridefinisce il
(da "Frère Tariq" di Caroline Fourest)

## Espansionismo islamista
Secondo diversi studiosi, ed in particolari i sostenitori della teoria geopolitica nota come Eurabia, coniata dalla storica britannica Bat Ye'or e divulgata in Italia soprattutto dalla scrittrice Oriana Fallaci, all'islamismo viene attribuito un intento strategico di penetrazione nelle società occidentali con l'obiettivo di islamizzarle. I fautori di questa teoria accusano in particolare il movimento dei Fratelli musulmani di essere il principale attore di questa strategia.
Diversi autori tra i quali la scrittrice femminista Caroline Fourest hanno studiato libri, articoli, interviste e soprattutto le trascrizioni dei discorsi tenuti alle comunità islamiche europee da Ṭāriq Ramaḍān, intellettuale svizzero. Ad esempio, nel suo libro pubblicato in Francia e inedito in Italia, intitolato Frère Tariq, l'autrice cerca di dimostrare come, quando Tariq Ramadan si rivolge all'opinione pubblica occidentale, egli si proponga come un moderato, mentre quando si rivolge ai musulmani usi toni ed argomenti fondamentalisti. Inoltre molti antislamisti accusano i governi delle monarchie del golfo persico e dell'Arabia, specialmente quella saudita, di essere segretamente tra i finanziatori di organizzazioni terroristiche sunnite come al-Qāʿida nella Penisola Arabica e lo Stato Islamico (ISIS). È risaputo che il gruppo abbia ricevuto fondi da donatori privati dagli Stati del Golfo,, ma sia il primo ministro iraniano sia quello iracheno Nuri al-Maliki (entrambi sciiti) hanno accusato l'Arabia Saudita e il Qatar di finanziare l'ISIS, senza però fornire prove.